# Torneo de Seúl 2019
El KEB Hana Bank Korea Open 2019 fue un torneo de tenis profesional jugado en canchas duras. Fue la 16.ª edición del torneo que formó parte de la  WTA Tour 2018. Se llevó a cabo en Seúl (Corea del Sur) entre el 16 y el 22 de septiembre de 2019.

## Distribución de puntos
| Modalidad           | Campeona | Finalista | Semifinales | Cuartos de final | 2ª ronda | 1ª ronda | Clasificadas | 2ª ronda de clasificación | 1ª ronda de clasificación |
| Individual femenino | 280      | 180       | 110         | 60               | 30       | 1        | 18           | 12                        | 1                         |
| Dobles femenino     | 280      | 180       | 110         | 60               | 1        | -        | -            | -                         | -                         |

## Cabezas de serie

### Individual femenino
| Tenista               | Ranking | Preclasificada |
| Maria Sakkari         | 28      | 1              |
| Ekaterina Alexandrova | 39      | 2              |
| Karolína Muchová      | 43      | 3              |
| Magda Linette         | 45      | 4              |
| Ajla Tomljanović      | 46      | 5              |
| Polona Hercog         | 53      | 6              |
| Margarita Gasparyan   | 54      | 7              |
| Yafan Wang            | 55      | 8              |

- Ranking del 9 de septiembre de 2019.[2]

### Dobles femenino
| Tenista                                | Ranking | Preclasificada |
| Kirsten Flipkens Jeļena Ostapenko      | 51      | 1              |
| Cornelia Lister Renata Voráčová        | 131     | 2              |
| Irina-Camelia Begu Margarita Gasparyan | 149     | 3              |
| Oksana Kaláshnikova Danka Kovinić      | 180     | 4              |

## Campeonas

### Individual femenino
Karolína Muchová venció a  Magda Linette por 6-1, 6-1

### Dobles femenino
Lara Arruabarrena /  Tatjana Maria vencieron a  Hayley Carter /  Luisa Stefani por 7-6(9-7), 3-6, [10-7]